# Hesperornithoides
Hesperornithoides (il cui nome significa "forma d'uccello occidentale") è un genere estinto di dinosauro teropode troodontide vissuto nel Giurassico superiore, circa 150 milioni di anni fa (Oxfordiano–Titoniano), in quella che oggi è la Formazione Morrison, nel Wyoming centro-orientale, USA. Il genere contiene una singola specie, ossia H. miessleri. La presenza di questo maniraptora derivato insieme con molti altri, come Anchiornis ed Eosinopteryx, in sedimenti giurassici è una forte confutazione del paradosso temporale usato da coloro che si oppongono alla visione consensuale che gli uccelli si siano evoluti dai dinosauri.

## Descrizione

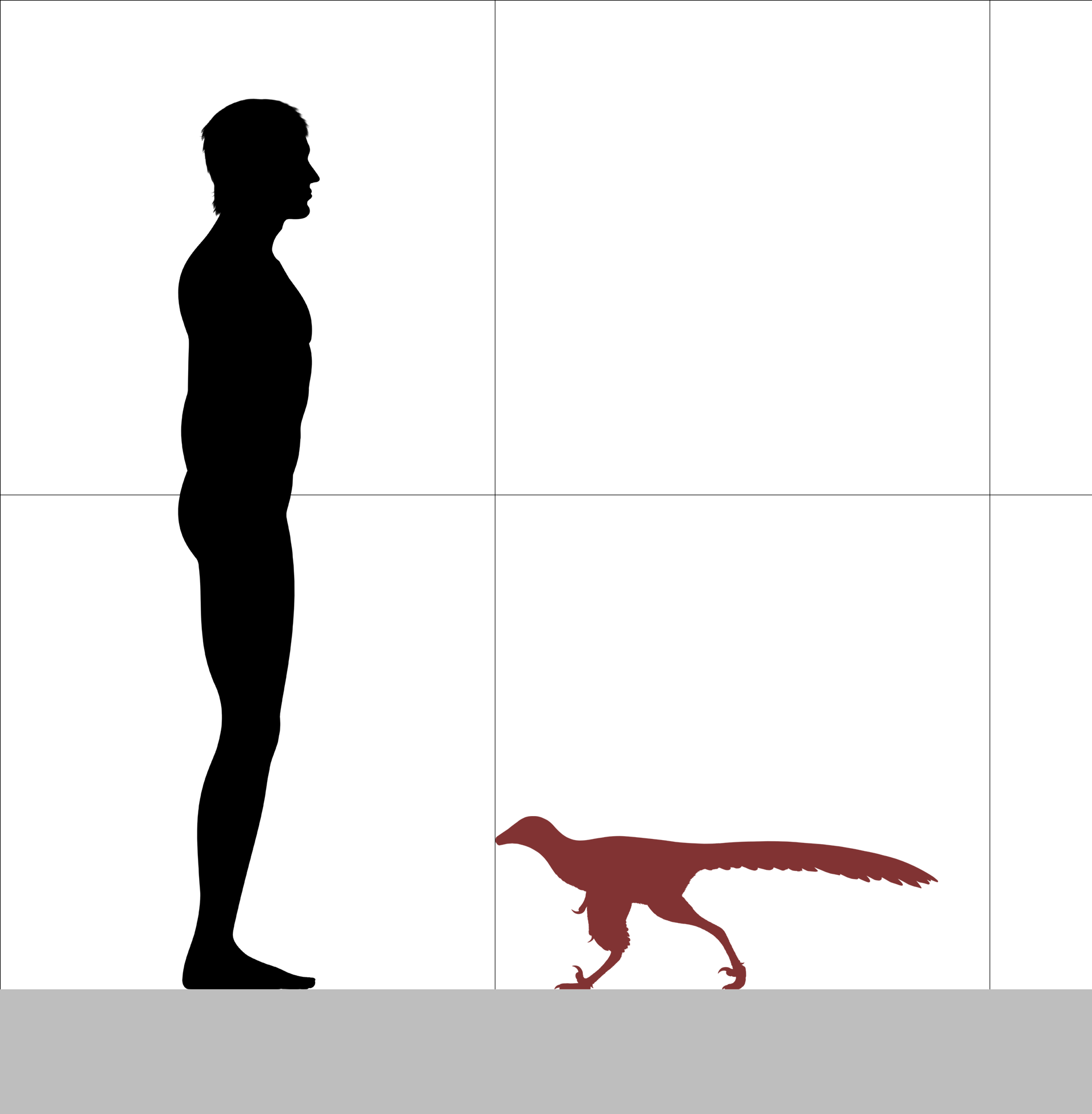
Dimensioni di H. miessleri

La lunghezza dell'individuo olotipo di Hesperornithoides è stata stimata a 89 centimetri (35 pollici). Tali dimensioni corporee sono piuttosto limitate per un troodontide.
Gli autori descrittivi stabilirono alcuni tratti derivati o apomorfie relativi ai Paraves. L'osso giugulare è pneumatizzato. Il ramo posteriore dell'osso lacrimale è corto, con meno del 15% della lunghezza del ramo discendente, misurato dall'angolo interno verso il basso. L'osso quadrato fa parte del bordo esterno del forame paraquadraticum. Nella mandibola l'apertura laterale esterna è piccola, con meno di un ottavo della lunghezza della mascella nel suo complesso. Sull'omero, la cresta verso il condilo interno rappresenta più del 15% della larghezza distale totale dell'osso. Il terzo artiglio della mano è grande circa quanto il secondo artiglio. L'angolo interno inferiore dello stinco proietta in avanti.

## Classificazione

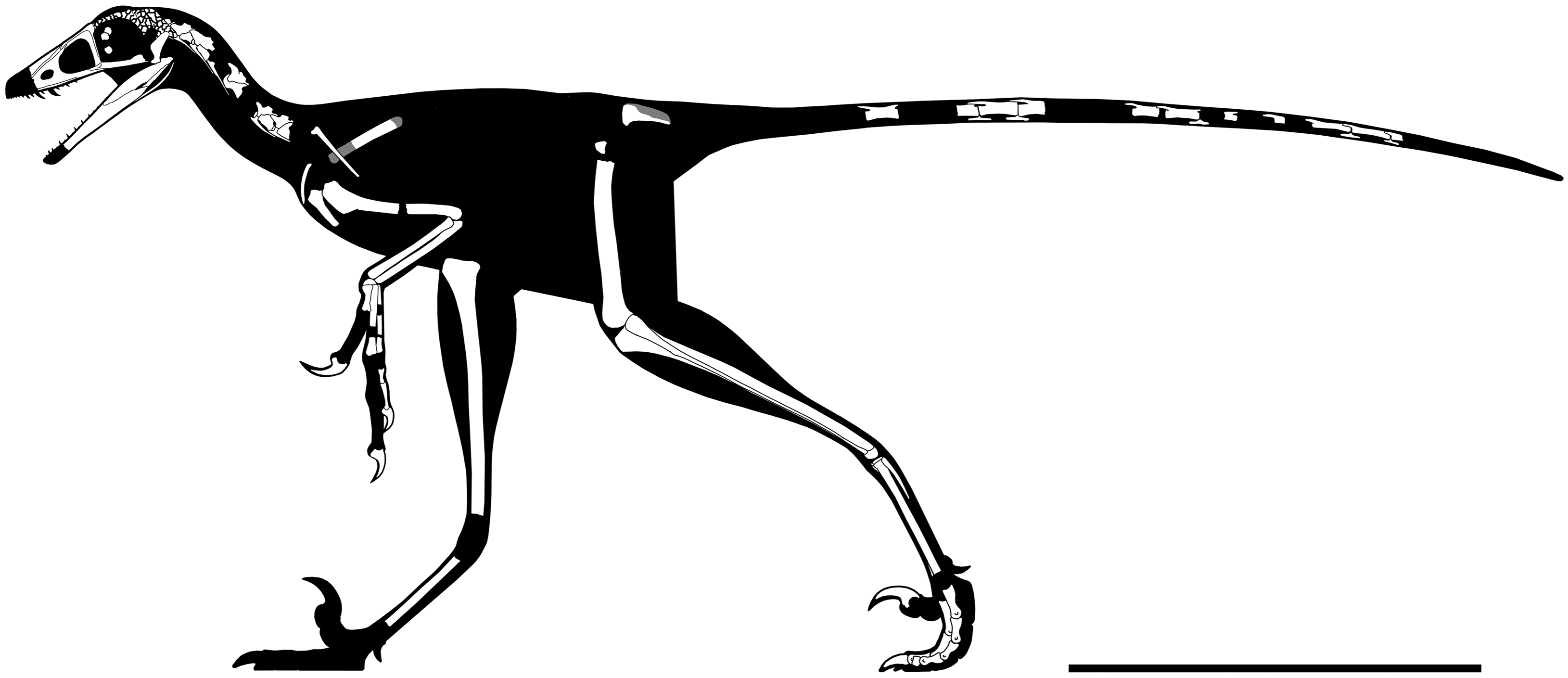
Ricostruzione scheletrica

Hesperornithoides è stato descritto da Scott Hartman, Mickey Mortimer, David M. Lovelace e William Wahl, nel 2019, e nominato dal Wyoming Dinosaur Center. La sua scoperta è stata annunciata nel corso della riunione annuale della Società di paleontologia dei vertebrati, del 2003, e un'analisi filogenetica inclusa è stata presentata in un abstract per il Journal of Vertebrate Paleontology, nel 2005. L'analisi filogenetica ha posto l'esemplare come parente stretto di Sinornithoides. Risultati filogenetici non pubblicati presentati alla conferenza del SVP del 2017, recuperano l'animale come un parente di Sinovenator.
Nel 2019, Hesperornithoides è stato collocato in Troodontidae, in una posizione relativamente basale, in un clade con Daliansaurus, Xixiasaurus e Sinusonasus, come mostrato nel seguente cladogramma:
|  | Hesperornithoides                                           |
|  |                                                             |
|  | \| \| Xixiasaurus \| \| \| \| \| \| Sinusonasus \| \| \| \| |
|  |                                                             |
|  | Xixiasaurus                                                 |
|  |                                                             |
|  | Sinusonasus                                                 |
|  |                                                             |

|  | Xixiasaurus |
|  |             |
|  | Sinusonasus |
|  |             |

|  | Hesperornithoides                                           |
|  |                                                             |
|  | \| \| Xixiasaurus \| \| \| \| \| \| Sinusonasus \| \| \| \| |
|  |                                                             |
|  | Xixiasaurus                                                 |
|  |                                                             |
|  | Sinusonasus                                                 |
|  |                                                             |

|  | Xixiasaurus |
|  |             |
|  | Sinusonasus |
|  |             |

|  | Hesperornithoides                                           |
|  |                                                             |
|  | \| \| Xixiasaurus \| \| \| \| \| \| Sinusonasus \| \| \| \| |
|  |                                                             |
|  | Xixiasaurus                                                 |
|  |                                                             |
|  | Sinusonasus                                                 |
|  |                                                             |

|  | Xixiasaurus |
|  |             |
|  | Sinusonasus |
|  |             |

|  | Hesperornithoides                                           |
|  |                                                             |
|  | \| \| Xixiasaurus \| \| \| \| \| \| Sinusonasus \| \| \| \| |
|  |                                                             |
|  | Xixiasaurus                                                 |
|  |                                                             |
|  | Sinusonasus                                                 |
|  |                                                             |

|  | Xixiasaurus |
|  |             |
|  | Sinusonasus |
|  |             |

|  | Hesperornithoides                                           |
|  |                                                             |
|  | \| \| Xixiasaurus \| \| \| \| \| \| Sinusonasus \| \| \| \| |
|  |                                                             |
|  | Xixiasaurus                                                 |
|  |                                                             |
|  | Sinusonasus                                                 |
|  |                                                             |

|  | Xixiasaurus |
|  |             |
|  | Sinusonasus |
|  |             |

|  | Hesperornithoides                                           |
|  |                                                             |
|  | \| \| Xixiasaurus \| \| \| \| \| \| Sinusonasus \| \| \| \| |
|  |                                                             |
|  | Xixiasaurus                                                 |
|  |                                                             |
|  | Sinusonasus                                                 |
|  |                                                             |

|  | Xixiasaurus |
|  |             |
|  | Sinusonasus |
|  |             |

|  | Hesperornithoides                                           |
|  |                                                             |
|  | \| \| Xixiasaurus \| \| \| \| \| \| Sinusonasus \| \| \| \| |
|  |                                                             |
|  | Xixiasaurus                                                 |
|  |                                                             |
|  | Sinusonasus                                                 |
|  |                                                             |

|  | Xixiasaurus |
|  |             |
|  | Sinusonasus |
|  |             |

|  | Hesperornithoides                                           |
|  |                                                             |
|  | \| \| Xixiasaurus \| \| \| \| \| \| Sinusonasus \| \| \| \| |
|  |                                                             |
|  | Xixiasaurus                                                 |
|  |                                                             |
|  | Sinusonasus                                                 |
|  |                                                             |

|  | Xixiasaurus |
|  |             |
|  | Sinusonasus |
|  |             |

|  | Hesperornithoides                                           |
|  |                                                             |
|  | \| \| Xixiasaurus \| \| \| \| \| \| Sinusonasus \| \| \| \| |
|  |                                                             |
|  | Xixiasaurus                                                 |
|  |                                                             |
|  | Sinusonasus                                                 |
|  |                                                             |

|  | Xixiasaurus |
|  |             |
|  | Sinusonasus |
|  |             |

|  | Hesperornithoides                                           |
|  |                                                             |
|  | \| \| Xixiasaurus \| \| \| \| \| \| Sinusonasus \| \| \| \| |
|  |                                                             |
|  | Xixiasaurus                                                 |
|  |                                                             |
|  | Sinusonasus                                                 |
|  |                                                             |

|  | Xixiasaurus |
|  |             |
|  | Sinusonasus |
|  |             |

|  | Hesperornithoides                                           |
|  |                                                             |
|  | \| \| Xixiasaurus \| \| \| \| \| \| Sinusonasus \| \| \| \| |
|  |                                                             |
|  | Xixiasaurus                                                 |
|  |                                                             |
|  | Sinusonasus                                                 |
|  |                                                             |

|  | Xixiasaurus |
|  |             |
|  | Sinusonasus |
|  |             |

|  | Hesperornithoides                                           |
|  |                                                             |
|  | \| \| Xixiasaurus \| \| \| \| \| \| Sinusonasus \| \| \| \| |
|  |                                                             |
|  | Xixiasaurus                                                 |
|  |                                                             |
|  | Sinusonasus                                                 |
|  |                                                             |

|  | Xixiasaurus |
|  |             |
|  | Sinusonasus |
|  |             |

|  | Hesperornithoides                                           |
|  |                                                             |
|  | \| \| Xixiasaurus \| \| \| \| \| \| Sinusonasus \| \| \| \| |
|  |                                                             |
|  | Xixiasaurus                                                 |
|  |                                                             |
|  | Sinusonasus                                                 |
|  |                                                             |

|  | Xixiasaurus |
|  |             |
|  | Sinusonasus |
|  |             |

|  | Hesperornithoides                                           |
|  |                                                             |
|  | \| \| Xixiasaurus \| \| \| \| \| \| Sinusonasus \| \| \| \| |
|  |                                                             |
|  | Xixiasaurus                                                 |
|  |                                                             |
|  | Sinusonasus                                                 |
|  |                                                             |

|  | Xixiasaurus |
|  |             |
|  | Sinusonasus |
|  |             |

|  | Hesperornithoides                                           |
|  |                                                             |
|  | \| \| Xixiasaurus \| \| \| \| \| \| Sinusonasus \| \| \| \| |
|  |                                                             |
|  | Xixiasaurus                                                 |
|  |                                                             |
|  | Sinusonasus                                                 |
|  |                                                             |

|  | Xixiasaurus |
|  |             |
|  | Sinusonasus |
|  |             |

|  | Hesperornithoides                                           |
|  |                                                             |
|  | \| \| Xixiasaurus \| \| \| \| \| \| Sinusonasus \| \| \| \| |
|  |                                                             |
|  | Xixiasaurus                                                 |
|  |                                                             |
|  | Sinusonasus                                                 |
|  |                                                             |

|  | Xixiasaurus |
|  |             |
|  | Sinusonasus |
|  |             |

## Scoperta

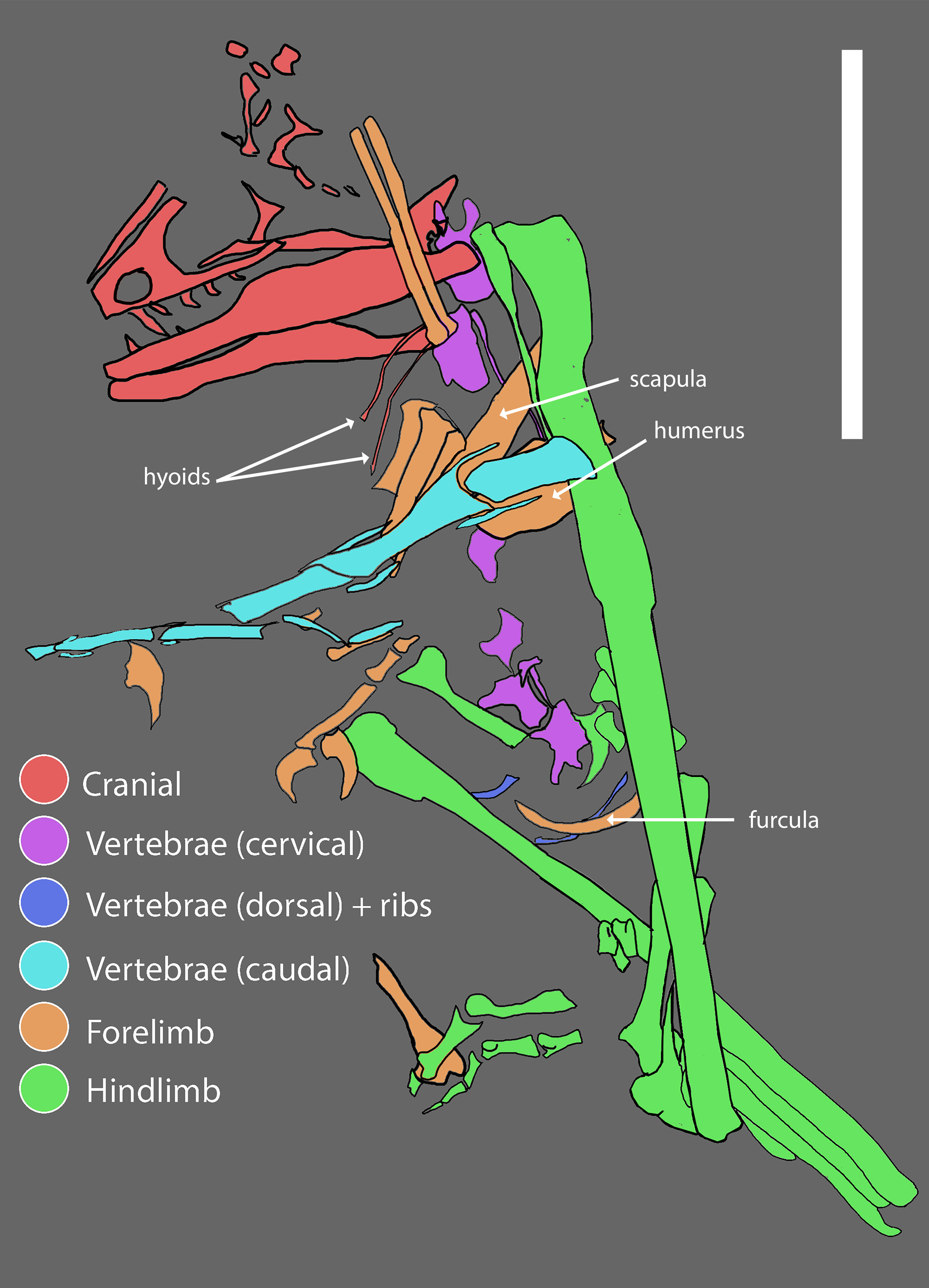
Disposizione delle ossa originale prima della preparazione

Nel 2001, una squadra sul campo del Tate Museum, sotto la supervisione di Wahl, scoprì di piccoli resti fossili nelle rocce della cava da cui stavano estraendo Jimbo, un esemplare di Supersaurus vivianae, all'interno della Formazione Morrison, vicino a Douglas, nel Wyoming. La posizione stratigrafica del sito è stata accuratamente documentata dai collezionisti e dettagliata da Lovelace, 2006. Dopo un'iniziale preparazione e analisi, l'esemplare, identificato con il soprannome "Lori", rimase negli archivi del Wyoming Dinosaur Center, a Thermopolis, per molti anni. Nel 2015, Lomax, tramite un progetto di crowdfunding spostò l'esemplare all'Università del Wisconsin-Madison, dove poté essere studiato, nel 2016. Lo studio e la descrizione dell'animale uscì nel 2019.
Nel 2019, la specie tipo Hesperornithoides miessleri è stata nominata e descritta da Scott Hartman, Mickey Mortimer, William Wahl, Dean R. Lomax, Jessica Lippincott e David M. Lovelace. Il nome generico, Hesperornithoides, deriva dal greco Ἑσπερίς/Hesperis ossia "occidentale", ὄρνις/ornis ossia "uccello", e ~eides ossia "forma". Il nome specifico, miessleri, onora la famiglia Miessler per il loro sostegno al progetto della descrizione dell'esemplare.
L'olotipo, WYDICE-DML-001, di Hesperornithoides è rappresentato da un singolo scheletro parzialmente articolato, che comprende un cranio quasi completo, la mandibola che però manca della parte anteriore, l'osso ioide, cinque vertebre cervicali, la prima vertebra dorsale, una costola dorsale anteriore isolata, dodici vertebre caudali di cui alcune parziali, cinque chevron, una scapola sinistra parziale con coracoide, una porzione prossimale dell'omero sinistro e la porzione distale dell'omero destro, l'ulna e il radio sinistro, il carpo a mezzaluna, il metacarpale sinistro I-III, le falangi manuali III-2 e 3, gli unguali manuali I, II, e III, frammenti dell'ileo, un femore incompleto, tibia e perone sinistro e destro, astragalo e calcagno destro, porzioni di entrambi i metatarsi, falangi pedali sinistre III-1, III-2, III-3, IV-1, IV-2, IV-3, IV-4, e gli unguali pedali II e III, e la porzione prossimale del IV. Questo esemplare rappresenta il dinosauro fossile più piccolo mai scoperto in Wyoming.

## Paleobiologia

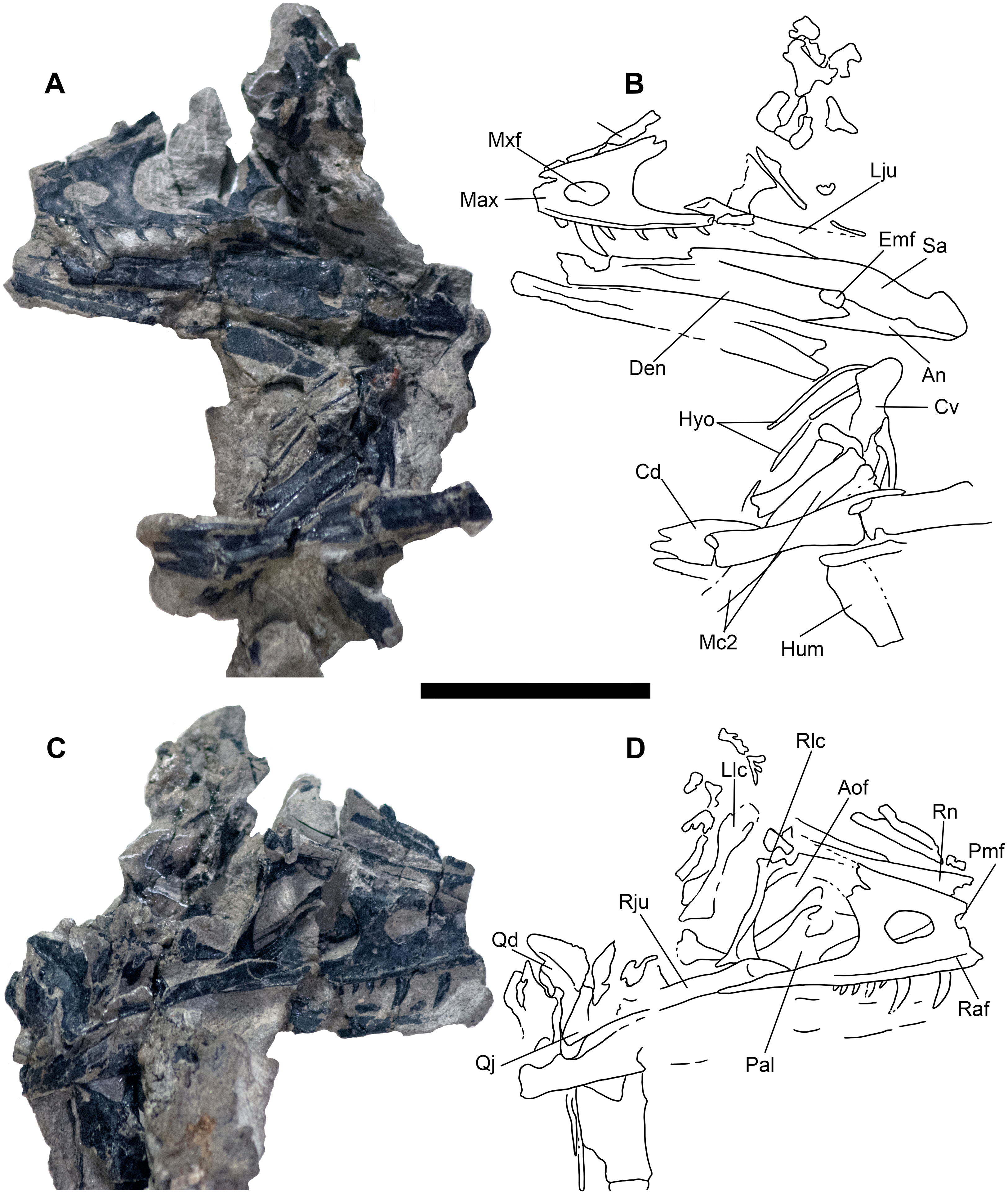
Matrice contenente il cranio

La Formazione Morrison è ben famosa per la scoperta di dinosauri di grandi dimensioni e iconici, come Allosaurus, Stegosaurus, Apatosaurus, Brontosaurus e Maraapunisaurus, soprattutto durante il diciannovesimo secolo; Hesperornithoides dimostra che la vera ricchezza totale della formazione deve ancora essere rivelata. Hesperornithoides viveva in un habitat relativamente aperto ricco di sorgenti d'acqua, caratterizzato da bassa vegetazione e pochi alberi.
A parte le Avialae, la maggior parte dei gruppi paraviani aveva pochi membri con limitate capacità di volo. Le eccezioni hanno mostrato tutti adattamenti per uno stile di vita arboricolo, indicando che il volo si è sviluppato più volte quando le specie hanno sviluppato tratti e comportamenti utili per arrampicarsi sugli alberi o altre superfici verticali, come la corsa inclinata assistita dalle ali.